# Kullankylä

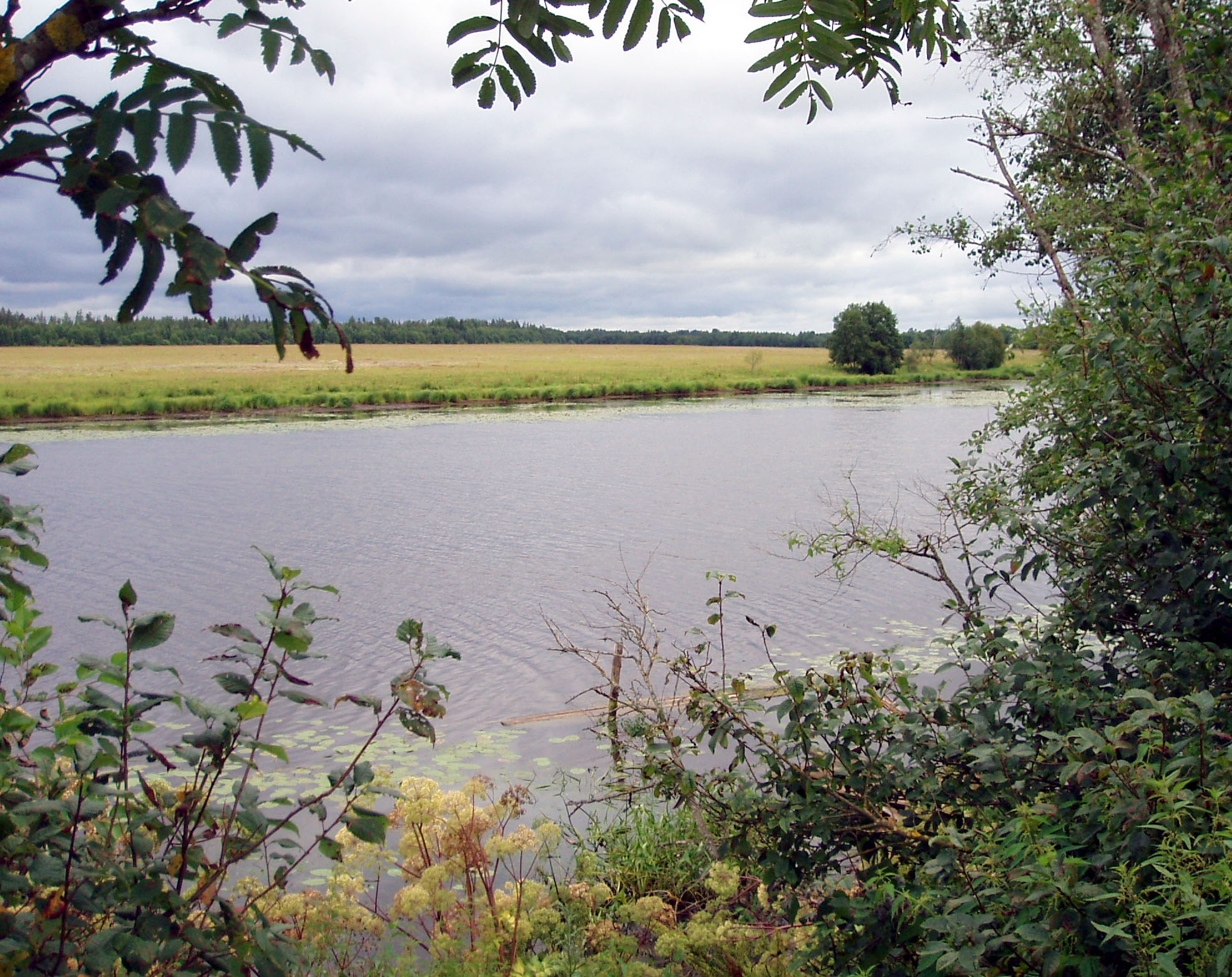
Kullaån 2008. Bakom ån ligger den plats där den östra delen av byn låg.

Kullankylä, eller bara Kulla (ryska: Мертвицы (Mertvitsy) eller Куллаанкюля, på svenska förekommer Kullaby, på finska även Kullaankylä och Kullaan kylä), var en by i västra delen av Ingermanland vid Kullaån, cirka 20 km norr om Narva. Byn är känd från före 1600-talet men den jämnades med marken i samband med andra världskrigets slutskede. Idag ligger platsen öde.

## Historia
Byns finska namn, Kullankylä, betyder "Guldbyn". Det finns en sägen som berättar att två bönder en gång tvistade om vem som var mest förmögen. För att avgöra detta bestämde de att ur var sin tunna så ut guldmynt längs hela byn, den ene på den högra sidan vägen, den andra på den vänstra. Av denna guldduell fick byn sitt namn. Intressant nog så anspelar det ryska namnet på byn och Kullaån, precis som det tyska namnet på Kullaån, på död snarare än guld. På finska blir död kuola. Flera författare har konstaterat problematiken kring byns namn på olika språk.

### Tidig historia
Byn är känd från före 1600-talet och tillhörde då Sjelonas femtedel, mellan floderna Lovat och Luga, och inte Voternas femtedel dit övriga Ingermanland hörde. Byn fick troligen namnet Kullankylä efter den lutherska invandringen efter Freden i Stolbova 1617. 1640 byggdes en kyrka i Bolsjoje Kuzemkino och Kullankylä tillhörde Kosemkina Helige Andreas församling, som var en del av Narva församling fram till 1917.

### Fredsfördraget i Dorpat
Efter Fredsfördraget i Dorpat den 2 februari 1920 hamnade gränsen mellan Estland och Sovjetunionen längs Kullaån, rakt genom byn. När tullövervakning inleddes den 5 april 1920 mellan Estland och Ryssland hamnade en av de fyra ursprungliga tullstationerna i Kullankylä. För att ytterligare förstärka den onaturliga gränsen som skiljde släkt och vänner och i en del fall familjer från deras åkrar, drogs ett taggtrådsstängsel längs den estniska stranden.

### Sovjetiska delen efter 1920
Den sovjetiska delen av byn decimerades gradvis och försvann helt under mitten av 1930-talet.
I mitten av 1920-talet flyttade några av byns familjer längre bort från gränsen och bildade då två nya byar, Risukylä och Muntiruhka, vid Rosån.
1934 skickades sex av byns familjer till Sibirien.
Senare flyttades resten av befolkningen bort från Kullaåns närhet, en del till Bolsjoje Kuzemkino.
De bästa husen plockades ner och uppfördes i Bolsjoje Kuzemkino, de övriga höggs med tiden ner till ved.
Som skäl för likvideringen av den sovjetiska delen av byn angavs att estniska spioner hade trängt in i sovjetiskt territorium genom byn.

### Estniska delen efter 1920
Den estniska delen av byn hamnade i det som kom att kallas det Estniska Ingermanland.
Här var förutsättningarna helt annorlunda.
1920 byggdes en kyrka i Kallivieri och Kullankyläs estniska del kom då att tillhöra Kallivieri församling.
1930 fanns det en skola och 32 hus i byn.
1930-talets förföljelse av ingermanländare i Sovjetunionen väckte stor uppståndelse bland många finländare och Kullankyla blev en vallfärdsort dit man kom för att vidröra taggtråden.
Den unga poeten Saima Harmaja besökte platsen och skrev senare dikten "Vid Ingermanlands gräns".
Under andra världskriget flydde befolkningen bort från Kullankylä till Finland och i en del fall vidare till Sverige.
Under krigets slutskede utplånades hela byn och idag ligger platsen helt öde.

## Skönlitteratur
Johannes Angere, som är uppvuxen i Kullankylä, har skrivit två skönlitterära böcker som kretsar kring byn.
Den första, Stormvågen (finsk originaltitel: Kullankylä), handlar om åren 1917-1920 och blev en stor framgång i Finland.
Fortsättningen, Me Kullan Miehet (ej översatt till svenska, titeln betyder "Vi män från Kullankylä"), belyser tiden för andra världskriget.
Böckerna ger en finstämd och humoristisk inblick i den ingermanländska vardagen. 

## Kända personer från Kullankylä
- Leander Reijo, kallad Ingermanlands konung.
- Johannes Angere, docent och svensk-finsk-ingermanländsk författare.